# Magdeburger Straßen/L
Nachfolgend werden Bedeutungen und Umstände der Namengebung von Magdeburger Straßen und ihre Geschichte aufgezeigt. Aktuell gültige Straßenbezeichnungen sind in Fettschrift angegeben, nach Umbenennung oder Überbauung nicht mehr gültige Bezeichnungen in Kursivschrift. Soweit möglich werden auch bestehende oder ehemalige Institutionen, Denkmäler, besondere Bauten oder bekannte Bewohnerinnen und Bewohner aufgeführt.
Die Liste erhebt zunächst noch keinen Anspruch auf Vollständigkeit.
Laaßstraße; Stadtteil Neue Neustadt; PLZ 39124
Vormals: Eisenbahnstraße
Diese Straße könnte nach dem Magdeburger Fabrikanten Hermann Laaß benannt sein. Laaß engagierte sich Ende des 19. Jahrhunderts auch für gemeinnützige Zwecke. So stiftete er eine Brück im Rotehornpark, die Laaßbrücke.
Ladeburger Weg; Stadtteil Berliner Chaussee; PLZ 39114
Diese Straße wurde nach dem östlich von Gommern in Sachsen-Anhalt gelegenen Ort Ladeburg benannt.
Landsbergstraße; Stadtteil Stadtfeld Ost; PLZ 39108
Vormals:
- Steinkuhlenstraße
- Hindenburgstraße

Heute:
- Albert-Vater-Straße (seit 1964)

Diese Straße war nach dem SPD-Politiker und Reichsjustizminister Otto Landsberg benannt und wurde 1964 umbenannt. Der heutige Namensgeber, Albert Vater, war 1921 wegen einer Geiselnahme an Landsberg im April 1919 wegen Hochverrats angeklagt. Vater nahm sich in der Haft 1923 das Leben.
Landwehrstraße; Stadtteil Altstadt; PLZ 39104
Heute: Virchowstraße
 ?
Landwüststraße; Stadtteil Fermersleben; PLZ 39122
 ?
Langankestraße; Stadtteil Nordwest; PLZ 39128
Heute: Stefan-Zweig-Weg
Diese Straße war nach dem deutschen Piloten und Mitarbeiter der Junkerswerke William Langanke benannt. Diverse Straßen dieses Stadtviertels trugen ursprünglich die Namen von Mitarbeitern des Flugzeugherstellers Junkers. In der Zeit der DDR wurde sie umbenannt.
Lange Lake; Stadtteil Industriehafen; PLZ 39126
 ?
Langefelder Weg; Stadtteil Nordwest; PLZ 39128
 ?
Langemarckstraße; Stadtteil Stadtfeld West; PLZ 39110
Heute: Haverlaher Straße
Diese Straße war nach dem belgischen Ort Langemarck benannt, in dessen Nähe im Ersten Weltkrieg verlustreiche Kämpfe stattfanden. Die Benennung ist im Zusammenhang mit dem Mythos von Langemarck zu sehen.
Langensteiner Weg; Stadtteil Ottersleben; PLZ 39116
Diese Straße wurde nach dem südöstlich von Halberstadt gelegenen Ort Langenstein benannt.
Langenweddinger Straße; Stadtteil Westerhüsen; PLZ 39122
Benannt nach dem südlich von Magdeburg gelegenen Ort Langenweddingen.
Langer Schlag; Stadtteil Neustädter Feld; PLZ 39128
 ?
Langer Weg; Stadtteil Sudenburg; PLZ 39112
 ?
Bekannte Personen, die hier lebten:
- Bruno Beye, Maler und Graphiker, lebte hier um 1950 im Haus Nr. 67.

Langfuhrer Straße; Stadtteil Kannenstieg; PLZ 39128
Heute: Loitscher Weg
Die Straße wurde 1936 nach dem Danziger Stadtteil Langfuhr benannt, heute heißt dieser Gdańsk-Wrzeszcz und gehört zu Polen. 1951, in der Zeit der DDR wurde sie umbenannt. Namen von Orten, aus denen die deutsche Bevölkerung nach dem Zweiten Weltkrieg vertrieben worden war oder die nicht mehr zu Deutschland gehörten, sollten nicht mehr erscheinen. Sie war eine der drei Straßen der Siedlung „Danziger Dorf“, auch dieser Name verschwand 1951, besteht allerdings heute wieder als Straßenbahnhaltestelle.
Lärchenstraße; Stadtteil Hopfengarten; PLZ 39120
Benannt nach der Pflanzengattung Lärche.
Lassallestraße; Stadtteil Cracau; PLZ 39114
Vormals:
Bölckestraße
Legienstraße
Fritz-Heckert-Straße
Diese Straße wurde nach dem Arbeiterführer Ferdinand Lassalle benannt.
Lauben-Privatweg; Stadtteil Berliner Chaussee; PLZ 39114
 ?
Lauestraße; Stadtteil Neue Neustadt; PLZ 39124
Benannt nach dem deutschen Physiker und Nobelpreisträger Max von Laue.
Lavendelweg; Stadtteil Ottersleben; PLZ 39116
Diese Straße wurde nach der auch als Heilkraut verwandten Pflanzenart Echter Lavendel benannt.
Lebersdorfer Straße; Stadtteil Alt Olvenstedt; PLZ 39130
Vormals:
- Rudolf-Breitscheid-Straße
- Karl-Wagner-Straße

Die Lebersdorfer Straße wurde nach dem Ort Lebersdorf benannt, der jedoch zur Wüstung geworden ist und heute nicht mehr besteht. Lebersdorf lag südöstlich von Olvenstedt. Wüstungen standen im Bereich Alt Olvenstedt für mehrere Namensgebungen Pate, so auch für die Ostendorfer und Wisninger Straße, sowie den Plachwitzer Weg.
Lederstraße; Stadtteil Altstadt; PLZ 39104
Heute: Leiterstraße (seit 1750)
 ?
Legienstraße; Stadtteil Cracau; PLZ 39114
Vormals: Bölckestraße
Später: Fritz-Heckert-Straße
Heute: Lassallestraße
Diese Straße war nach dem deutschen Gewerkschaftsführer Carl Legien benannt.
Leibnizstraße; Stadtteil Altstadt; PLZ 39104
Vormals: Bismarckstraße
Diese Straße wurde nach dem Philosophen und Wissenschaftler Gottfried Wilhelm Leibniz benannt.
Leimer-Privatweg; Stadtteil Neustädter See; PLZ 39126
Heute: Heideweg
 ?
Leineweberstraße; Stadtteil Brückfeld; PLZ 39114
 ?
Leipziger Chaussee; Stadtteile Reform, Leipziger Straße, Hopfengarten, Beyendorf-Sohlen und Beyendorfer Grund; PLZ 39118 und 39120
Diese Straße stellte, in Verlängerung der Leipziger Straße ab der Kreuzung Schilfbreite/Kirschweg, die Fernverkehrsstraße von Magdeburg in Richtung Leipzig dar und erhielt so ihre Bezeichnung.
Leipziger Straße; Stadtteile Sudenburg und Leipziger Straße; PLZ 39112 und 39120
Diese Straße stellte die Fernverkehrsstraße von Magdeburg in Richtung Leipzig dar und erhielt so ihre Bezeichnung.
Institutionen, Bauwerke, Denkmäler:
- Haus Nr. 9, Rayonshaus, Wohnhaus, gebaut 1887.
- Haus Nr. 44, Chirurgische Klinik, ehemaliges Krankenhaus Sudenburg, gebaut 1874 bis 1876.
- Haus Nr. 44, Universitätsklinikum und Medizinische Fakultät der Otto-von-Guericke-Universität Magdeburg.
- Haus Nr. 47, Kapelle auf dem Südfriedhof, Friedhofskapelle, gebaut 1926, Architekt Johannes Göderitz.
- Haus Nr. 58, Telekom-Verwaltungsgebäude, Bürogebäude, gebaut 1997.

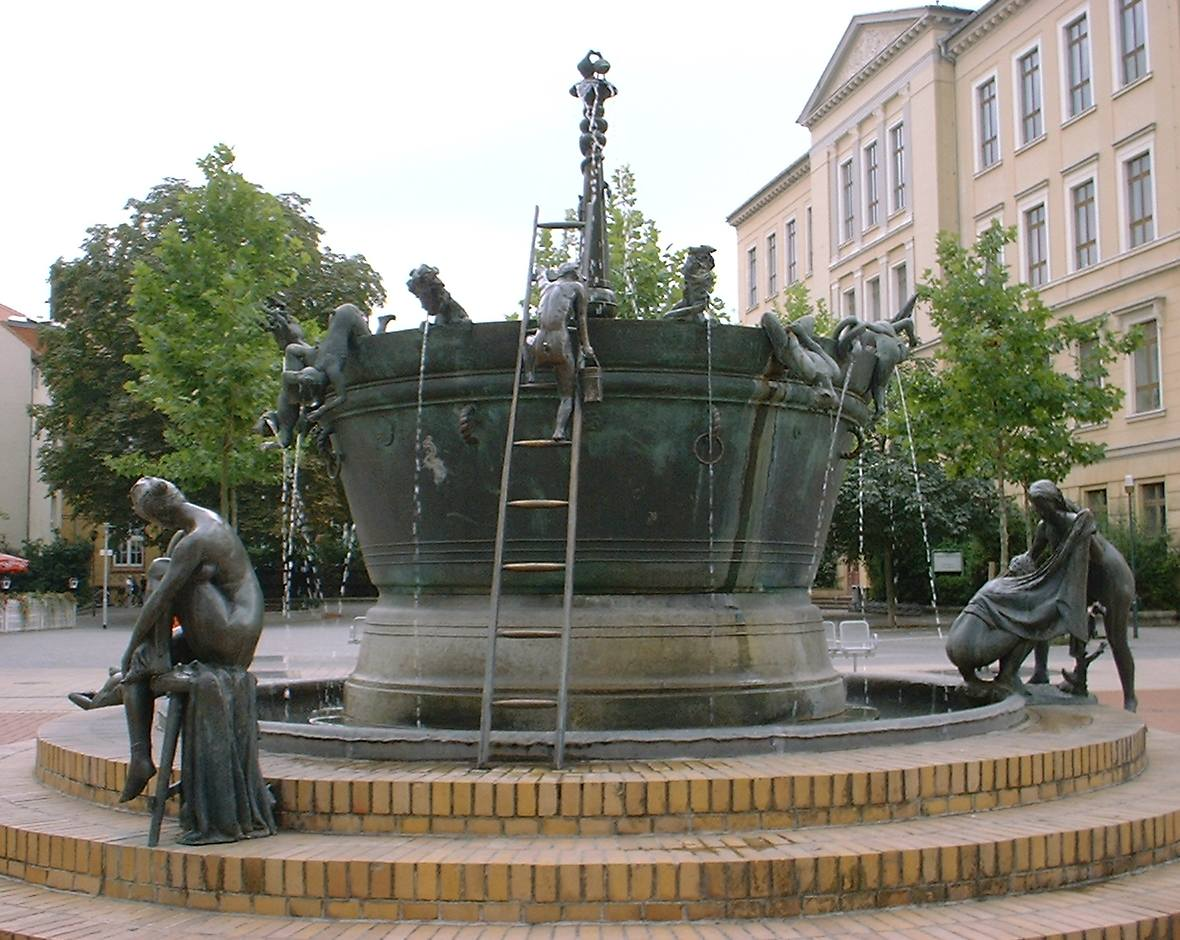
Faunenbrunnen in der Leiterstraße

Leiterstraße; Stadtteil Altstadt; PLZ 39104
Vormals: Lederstraße (bis 1750)
Die heutige Bezeichnung „Leiterstraße“ beruht wohl auf einem Missverständnis. Im Niederdeutschen bedeutet „Ledder“ – Leiter und „dat ledder“ – Leder. Nach 1750 setzte sich die falsche „Übersetzung“ des Namens als Straßenname durch und blieb bis heute erhalten. Als eine der wenigen Straßen der Magdeburger Innenstadt blieb die Leiterstraße im Zweiten Weltkrieg weitgehend unzerstört. Trotzdem wurde in den 1970er und 1980er Jahren die alte Bebauung abgerissen und durch eine von 1977 bis 1989 neu errichtete Fußgängerzone mit DDR-Plattenbauten ersetzt.
Im Jahr 2003 bestanden auf Drängen der CDU-Ratsfraktion Pläne, den im östlichen Teil der Leiterstraße entstandenen Platz nach Charles de Gaulle zu benennen. Der Vorschlag stieß jedoch auf starke Kritik und wurde nicht umgesetzt. Später wurde andernorts eine Benennung nach de Gaulle realisiert.
Bekannte Personen, die hier lebten:
- Karl Fischer, Maler, lebte hier im Haus Nr. 20.

Institutionen, Bauwerke, Denkmäler:
- Haus Nr. 9, ehemalige Luisenschule, gebaut 1846 bis 1848.
- Faunenbrunnen

Leitzkauer Weg; Stadtteile Berliner Chaussee und Cracau; PLZ 39114
Benannt nach dem nordwestlich von Zerbst in Sachsen-Anhalt gelegenen Ort Leitzkau.
Lemsdorfer Straße; Stadtteil Ottersleben; PLZ 39116
Heute: Gernröder Straße
Diese Straße führt von Ottersleben in Richtung Lemsdorf und war daher ursprünglich nach diesem Dorf benannt.
Lemsdorfer Weg; Stadtteil Sudenburg; PLZ 39112
Der Lemsdorfer Weg ist nach dem in der Nähe gelegenen Dorf Lemsdorf benannt, welches 1910 nach Magdeburg eingemeindet wurde. Der Weg stellte sich als Verbindung Sudenburgs nach Lemsdorf dar.
Institutionen, Bauwerke, Denkmäler:
- Haus Nr. 21/23, Volksbad Sudenburg, gebaut 1890/1891.

Lenaustraße; Stadtteil Herrenkrug; PLZ 39114
Die Straße ist nach den österreichischen Schriftsteller des Biedermeier Nikolaus Lenau benannt.

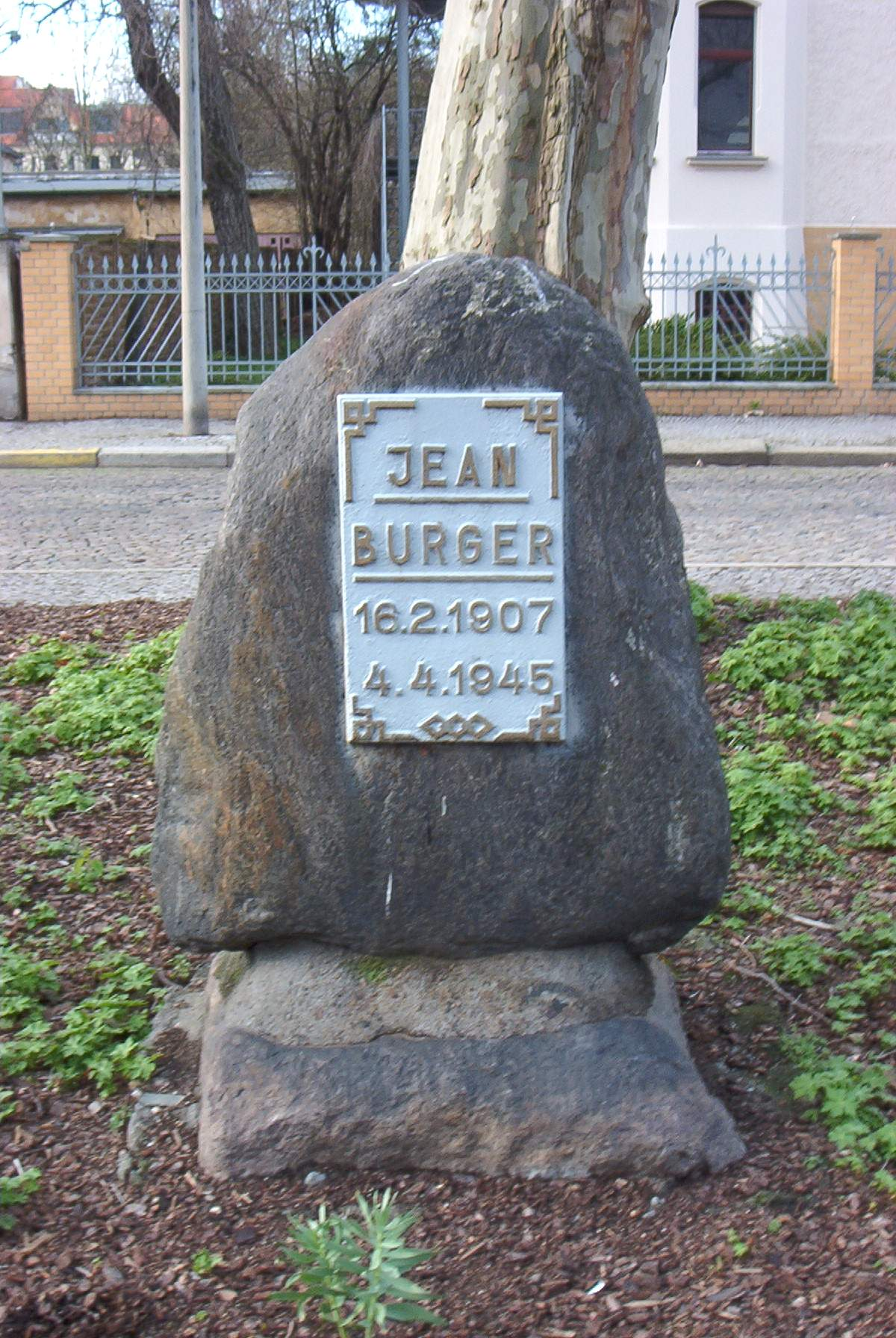
Gedenkstein für Jean Burger

Lennéstraße; Stadtteil Leipziger Straße; PLZ 39112
Benannt nach dem deutschen Landschaftsarchitekten Peter Joseph Lenné.
Institutionen, Bauwerke, Denkmäler:
- Gedenkstein für Jean Burger, einen französischen kommunistischen Widerstandskämpfer gegen den Nationalsozialismus. Nach Jean Burger ist die benachbarte Jean-Burger Straße benannt.

Lentkestraße; Stadtteil Ottersleben; PLZ 39116
Diese Straße wurde wohl nach dem Bürgermeister von Magdeburg und Gutsbesitzer von Benneckenbeck Stephan von Lentke benannt.
Leopoldshaller Straße; Stadtteil Leipziger Straße; PLZ 39112
Benannt nach der östlich von Staßfurt in Sachsen-Anhalt gelegenen Ortschaft Leopoldshall.
Leopold-von-Ranke-Straße; Stadtteil Sudenburg; PLZ 39116
Heute: Saefkowstraße – bis 1954 Rudolf-Breitscheid-Straße
Diese ursprünglich zu Ottersleben gehörende Straße war nach dem deutschen Historiker Leopold von Ranke (1795–1886) benannt.
Leopoldstraße; Stadtteil Neue Neustadt; PLZ 39124
Heute: Bremer Straße
 ?
Lerchenhain-Privatweg; Stadtteil Berliner Chaussee; PLZ 39114
 ?
Lerchenwuhne; Stadtteile Nordwest und Neustädter Feld; PLZ 39128
 ?
Lessingplatz; Stadtteil Stadtfeld Ost; PLZ 39108
Dieser Platz an der Kreuzung von Lessingstraße, Arndtstraße und Wilhelm-Külz-Straße war über mehr als 100 Jahre unbenannt, obwohl der Charakter eines Platzes tatsächlich bestand. Die Ratsfraktion von Bündnis 90/Die Grünen beantragte 2005 die Benennung des Platzes nach Heinrich Böll. Hiergegen regte sich Widerstand, da der Platz im Volksmund in Anlehnung an die Lessingstraße bereits als Lessingplatz bezeichnet wurde. Die Bündnisgrünen nahmen ihren Antrag zurück. Stattdessen erhielt er auf Antrag der Ratsfraktion Bürger für Magdeburg/Tierschutzpartei mit Stadtratsbeschluss vom 11. Juli 2005 nach dem deutschen Schriftsteller Gotthold Ephraim Lessing den Namen Lessingplatz.
Lessingstraße; Stadtteil Stadtfeld Ost; PLZ 39108
Benannt nach dem Schriftsteller Gotthold Ephraim Lessing.
Letzlinger Straße; Stadtteil Alte Neustadt; PLZ 39106
Benannt nach dem in Sachsen-Anhalt gelegenen Dorf Letzlingen (Altmark).
Institutionen, Bauwerke, Denkmäler:
- Haus Nr. 7-10, Genossenschaftshaus, ältestes Gebäude einer Baugenossenschaft in Magdeburg, gebaut 1895/1896.

Leuschnerstraße; Stadtteile Cracau und Prester; PLZ 39114
Vormals: Kommodore-Bonte-Straße
Diese Straße wurde nach den sozialdemokratischen Politiker und Widerstandskämpfer gegen den Nationalsozialismus Wilhelm Leuschner benannt.
Leutweinweg; Stadtteil Neustädter Feld; PLZ 39128
Heute: Süplinger Weg
Diese Straße war nach dem Gouverneur von Deutsch-Südwestafrika Theodor Leutwein benannt.
Libellenweg; Stadtteil Hopfengarten; PLZ 39120
Vormals: Brüxer Straße
Benannt nach der Ordnung der Insekten Libellen.
Lichtenbergstraße; Stadtteil Altstadt; PLZ 39104
Vormals: Seydlitzstraße
Heute: Sternstraße (südlicher Teil)
 ?
Liebermannstraße; Stadtteil Stadtfeld Ost; PLZ 39108
Benannt nach dem deutschen Maler Max Liebermann.
Liebigstraße; Stadtteil Altstadt; PLZ 39104
Vormals: Tauentzienstraße
Diese Straße wurde nach dem deutschen Chemiker Justus von Liebig benannt.

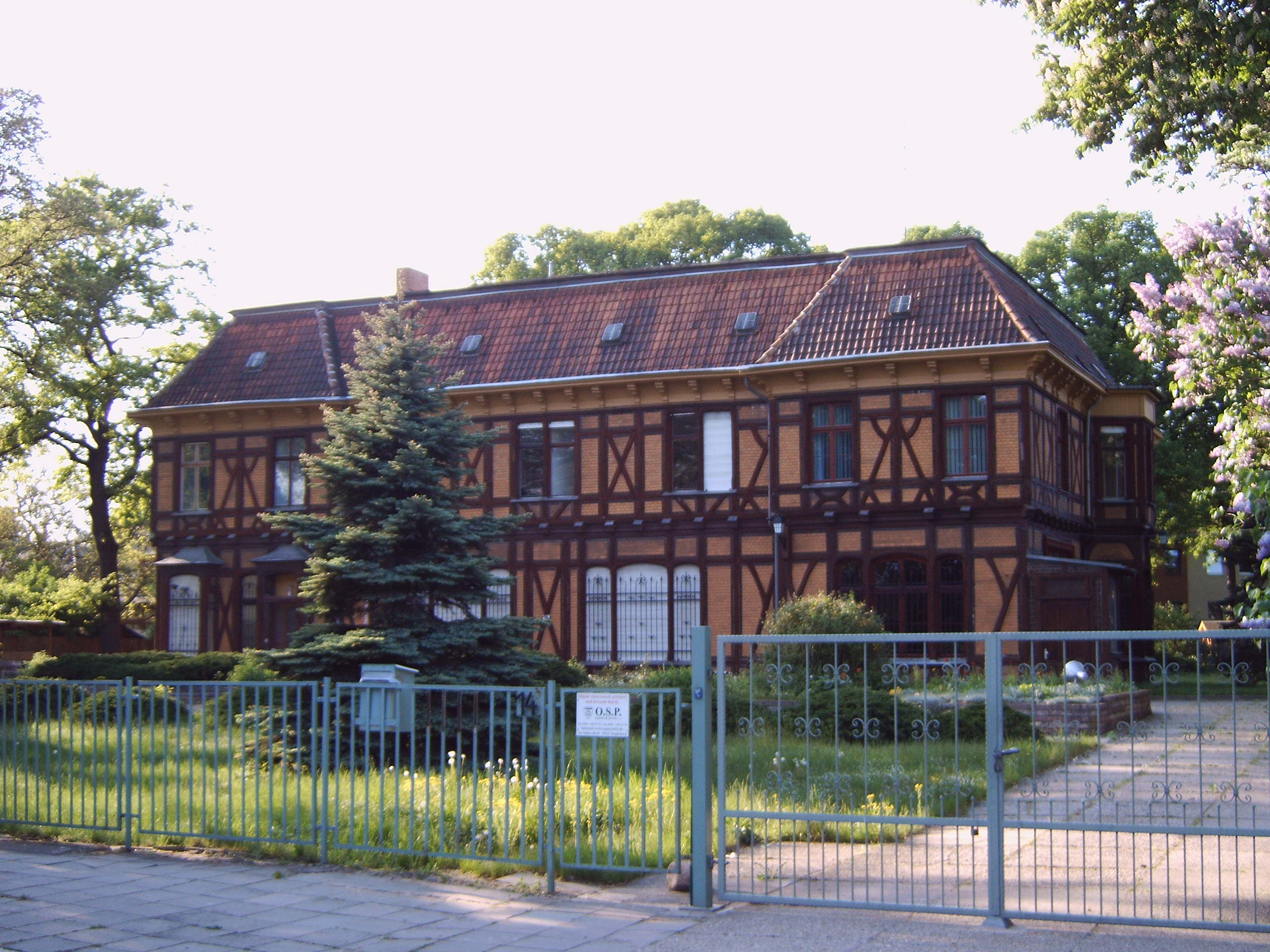
Villa Toepffer

Liebknechtstraße; Stadtteile Stadtfeld West und Stadtfeld Ost; PLZ 39110 und 39108
Vormals:
- Hohendodelebener Straße
- Poltestraße

Benannt nach dem sozialdemokratischen Politiker Karl Liebknecht.
Institutionen, Bauwerke, Denkmäler:
- Haus Nr. 14, Villa Toepffer, Fachwerkvilla, gebaut 1885 bis 1891.
- Haus Nr. 35, Schlachthof Magdeburg, alte Industriegebäude, gebaut ab 1889.
- Haus Nr. 65-91, ehemaliges Magdeburger Armaturenwerk, Verwaltungsgebäude der ehemaligen Armaturenfabrik Polte, später MAW, bis 2008 Sitz von Amtsgericht, Arbeitsgericht und Sozialgericht, gebaut 1915/1916.

Bekannte Personen, die hier lebten:
- Richard Toepffer, Industrieller, lebte hier von ca. 1890 bis 1919 im heutigen Haus Nr. 14 (damals Sachsenring Nr. 6).

Lienhardstraße; Stadtteil Stadtfeld Ost; PLZ 39108
Diese Straße wurde nach dem deutschen Schriftsteller Friedrich Lienhard benannt.
Liliencronstraße; Stadtteil Stadtfeld Ost; PLZ 39108
Benannt nach dem Schriftsteller Detlev von Liliencron.
Lilienweg; Stadtteil Reform; PLZ 39118
Benannt nach der Pflanzengattung Lilien.
Lindau-Privatweg; Stadtteil Neustädter See; PLZ 39126
Im Zuge der in der Zeit der DDR in Plattenbauweise erfolgten Errichtung des neuen Stadtteils Neustädter See wurde diese Straße überbaut. Sie befand sich westlich der Barleber Straße etwa im Bereich der heutigen Lumumbastraße und Salvador-Allende-Straße. Sie verlief fast parallel zur Barleber Straße und verband den Kleinen Kannenstieg mit dem Großen Kannenstieg.
Lindenplan; Stadtteil Hopfengarten; PLZ 39120
Diese auch von Linden gesäumte Straße ist nach der Baumgattung der Linden benannt.
Lindenplatz; Stadtteil Diesdorf; PLZ 39110
Heute: Am Denkmal (seit 1908)
 ?
Lindenstraße; Stadtteil Diesdorf; PLZ 39110
Heute: ?
Diese Straße war nach der Baumgattung Linden benannt.
Lindenstraße; Stadtteil Ottersleben: PLZ 39116
Heute: Alt Benneckenbeck
Diese Straße war nach der Baumgattung Linden benannt.
Lindenstraße; Stadtteil Rothensee; PLZ 39126
Benannt nach der Baumgattung Linden.
Lindenweg; Stadtteil Beyendorf-Sohlen; PLZ 39122
Benannt nach der Baumgattung Linden.
Lindhorster Straße; Stadtteil Rothensee; PLZ 39126
Diese Straße wurde 1938 nach der südöstlich der Colbitz-Letzlinger Heide gelegenen Ortschaft Lindhorst benannt.
Lindstedter Weg; Stadtteil Stadtfeld West; PLZ 39110
Benannt nach dem in Sachsen-Anhalt gelegenen Ort Lindstedt (Altmark). Die Straße gehört zur Siedlung der ehemaligen Braunkohle-Benzin AG (BRABAG), die ab 1937 entstand.
Lingnerstraße; Stadtteil Werder; PLZ 39114
Vormals: Theaterstraße
Diese Straße wurde nach dem in Magdeburg geborenen Unternehmer Karl August Lingner benannt. Lingner ist der Begründer der Marke Odol und gründete das Deutsche Hygiene-Museum in Dresden
Linzer Straße; Stadtteil Leipziger Straße; PLZ 39112
Diese Straße war 1938 nach Linz, der Landeshauptstadt des österreichischen Bundeslandes Oberösterreich benannt worden. Mehrere Straßen der Gegend trugen Namen österreichischer Städte (Innsbrucker Straße, Salzburger Straße). Sie verlief vom Fermersleber Weg zur Förderstedter Straße. Im Zuge einer Neubebauung des Gebiets in der Zeit der DDR wurde die Straße überbaut.
Lion-Feuchtwanger-Straße; Stadtteil Leipziger Straße (Wohngebiet Schilfbreite); PLZ 39120
Benannt nach dem Schriftsteller Lion Feuchtwanger.
Listemannstraße; Stadtteil Altstadt; PLZ 39104
Diese Straße ist nach dem Magdeburger Kommunalpolitiker und Ehrenbürger Wilhelm Ludwig Conrad Listemann benannt.
Institutionen, Bauwerke, Denkmäler:
- Haus Nr. 6, Fernmeldeamt, gebaut 1926/1927, über dem Eingangsbereich befinden sich vie Steinplastiken Allegorien des Postwesens von Fritz Maenicke.

Litzmannstraße; Stadtteil Cracau; PLZ 39114
Später: Thälmannstraße
Heute: Cracauer Straße
Die Straße war nach dem deutschen General und späteren Reichstagsabgeordneten der NSDAP Karl Litzmann benannt.
Loburger Weg; Stadtteil Prester; PLZ 39114
Benannt nach der nördlich von Zerbst in Sachsen-Anhalt gelegenen, ehemals selbstständigen Stadt Loburg, heute Stadtteil der Stadt Möckern.
Löderburger Straße; Stadtteil Ottersleben; PLZ 39116
Diese Straße wurde nach dem nordwestlich von Staßfurt in Sachsen-Anhalt gelegenen Ort Löderburg benannt.
Lödischehofstraße; Stadtteil Altstadt; PLZ 39104
Vormals:
- Brücke des Herrn Losasche
- Lösischer Hof (bis ca. 1650)
- Lödischer Hof

Diese Straße besteht heute nicht mehr. Sie verlief von der Mitte der Nordseite des heutigen Einkaufszentrums Allee Center bis zur Mitte der Südseite des Alten Markt, parallel zum Breiter Weg. Während des Zweiten Weltkrieges wurde das Gebiet stark zerstört. Im Zuge des sich nicht an die gewachsene Stadtstruktur haltenden Wiederaufbaus wurde die Straße vollständig überbaut. Im südlichen Bereich entstand die heutige Ernst-Reuter-Allee als neue West-Ost-Querung des Stadtzentrums. Im nördlichen Abschnitt wurde ein Wohnblock errichtet.
Den Namen trug die Straße nach der hier im 17. Jahrhundert ansässigen Familie Löde. Zuvor hatte an selber Stelle vom 13. Jahrhundert bis 1562 die Ratsfamilie Lose, später Lohse geschrieben, ihren Hof. Auf dem Namen dieser Familie beruhten die alten Bezeichnungen. Um 1700 bürgerte sich dann der Name Lödischer Hof ein.
Loitscher Weg; Stadtteil Kannenstieg; PLZ 39128
Vormals: Langfuhrer Straße (seit 1936, siehe oben).
Die Straße wurde 1951 nach dem nordöstlich von Wolmirstedt in Sachsen-Anhalt gelegenen Ort Loitsche umbenannt.
Sie ist eine der drei Straßen der Siedlung „Danziger Dorf“.
Lomeweg; Stadtteil Neustädter Feld; PLZ 39128
Heute: Kehnerter Weg
Die Straße war nach der früheren Hauptstadt der deutschen Kolonie und späteren Hauptstadt des Togo, Lomé, benannt.
Lorenzlust; Stadtteil Nordwest; PLZ 39128
Die Straße wurde im Jahr 1938 benannt.
Lorenzweg; Stadtteile Alte Neustadt; Neue Neustadt und Nordwest; 39106, 39124 und 39128
 ?
Lösischer Hof; Stadtteil Altstadt; PLZ 39104
Vormals:
- Brücke des Herrn Losasche

Später:
- Lödischer Hof
- Lödischehofstraße

Diese Straße trug bis ca. 1650 den Namen Lösischer Hof. Die Ratsfamilie Lose hatte hier ihren Hof. Siehe: Lödischehofstraße.
Lostauer Straße; Stadtteil Alte Neustadt; PLZ 39106
Benannt nach dem östlich von Magdeburg in Sachsen-Anhalt gelegenen Ort Lostau.
Lothar-Kreyssig-Straße; Stadtteil Altstadt; PLZ 39104
Vormals: Domstraße (bis 2001)
Diese Straße wurde nach dem Begründer der Aktion Sühnezeichen Lothar Kreyssig benannt. Zur Geschichte der Straße, siehe Domstraße. Die Umbenennung geht auf das Drängen der evangelischen Kirche zurück. Diese wünschte eine Benennung nach Kreyssig, der in der Nähe gelebt hatte. Sowohl im Stadtrat als auch in der Öffentlichkeit wurde dieser Vorschlag kontrovers erörtert. Insbesondere die Ratsfraktion von Bündnis 90/Die Grünen wandte sich gegen den Vorschlag, da damit einer der ältesten Straßennamen der Stadt ausgelöscht würde und schlugen die Benennung einer anderen Straße nach Lothar Kreyssig vor. Mit den Stimmen von CDU und SPD wurde die Umbenennung jedoch beschlossen.
Institutionen, Bauwerke, Denkmäler:
- Haus Nr. 1, ehemalige Reichsbank, erbaut 1920 bis 1923

Lothringer Straße; Stadtteil Salbke; PLZ 39122
Heute: Ferdinand-Schrey-Straße
Die Straße war nach der heute zu Frankreich gehörenden Region Lothringen benannt. In der Zeit der DDR wurde sie umbenannt. Namen von Gebieten, aus denen die deutsche Bevölkerung nach dem Zweiten Weltkrieg vertrieben worden war oder die nicht mehr zu Deutschland gehörten, sollten nicht mehr erscheinen.
Louis-Braille-Straße; Stadtteil Reform; PLZ 39118
Benannt nach dem Erfinder der Blindenschrift Louis Braille. Die Straße ist Teil einer Siedlung, die ab 1910 für Beamte der Friedrich Krupp AG Grusonwerk entstand.
Löwenhardtstraße; Stadtteil Sudenburg; PLZ 39116
Heute: Florian-Geyer-Straße
Diese ursprünglich zu Ottersleben gehörende Straße war nach dem deutschen Jagdpiloten des Ersten Weltkrieges Erich Loewenhardt benannt.
Lübecker Privatweg; Stadtteile Neue Neustadt und Neustädter Feld; PLZ 39124 und 39128
Benannt nach der in Schleswig-Holstein an der Ostsee gelegenen Stadt Lübeck.
Lübecker Straße; Stadtteil Neue Neustadt; PLZ 39124
Benannt nach der in Schleswig-Holstein an der Ostsee gelegenen Stadt Lübeck.
Institutionen, Bauwerke, Denkmäler:
- Haus Nr. 7, Transformatorenhaus, erbaut 1928 von Johannes Göderitz.
- Haus Nr. 71-73, Wohn- und Geschäftshaus, erbaut 1996/1997, ausgezeichnet mit einem Architekturpreis.
- Haus Nr. 126, Hauptverwaltung Stadtsparkasse, Bürogebäude, erbaut 1995.
- Haus Nr. 127–129, ehemalige Diamantbrauerei, Brauereigebäude, erbaut ab 1863.

Bekannte Personen, die hier lebten:
- Friedrich Heinrich August Mundlos, Nähmaschinenfabrikant, lebte zumindest Anfang des 20. Jahrhunderts im Haus Nr. 8a. Unter dieser Adresse bestand auch die von ihm begründete Fabrik Heinrich Mundlos & Co.

Lucas-Cranach-Straße; Stadtteil Sudenburg; PLZ 39112
Vormals: Lukas-Cranach-Straße
Benannt nach dem Maler Lucas Cranach dem Älteren (1472–1553). Auch die benachbarten Straßen (Dürerstraße, Holbeinstraße) wurden nach Malern dieser Zeit benannt. Die Straßen gehören zur Siedlung Schneidersgarten, die ab 1926 nach Entwürfen von Carl Krayl und Maximilian Worm entstand und als Beispiel des Neuen Bauwillens der 1920er Jahre gilt.
Luckertstraße; Stadtteil Nordwest; PLZ 39128
Heute: Rubensweg
 ?
Lückestraße; Stadtteil Werder; PLZ 39114
Diese Straße wurde nach der Magdeburger Stifterin Ida Lücke noch zu deren Lebzeiten benannt.
Lüderitzstraße; Stadtteil Leipziger Straße; PLZ 39112
Heute: Hertzstraße
Diese Straße war nach dem deutschen Kaufmann und Begründer der Kolonie Deutsch-Südwestafrika Franz Adolf Eduard Lüderitz benannt.
Ludolfstraße; Stadtteil Alte Neustadt; PLZ 39106
Heute: unbenannt
Diese Straße verlief von der heutigen Walther-Rathenau-Straße über das jetzige Gelände der Otto-von-Guericke-Universität Magdeburg zum Hohenstaufenring. In ihrem südlichen Abschnitt besteht die Straße auch heute noch und verläuft an der Universitätsbibliothek. Sie ist jedoch unbenannt. Im nördlichen Verlauf wurde sie im Zuge der sich nicht an die gewachsene Stadtstruktur haltenden Neubebauung nach dem Zweiten Weltkrieg überbaut. Der Straßenname sollte an den Magdeburger Erzbischof Ludolf von Kroppenstedt erinnern.
Ludwig-Thoma-Straße; Stadtteil Prester; PLZ 39114
Benannt nach dem deutschen Schriftsteller Ludwig Thoma.
Luisenstraße; Stadtteil Neue Neustadt; PLZ 39124
Heute: Wedringer Straße
Diese Straße war nach Luise von Mecklenburg-Strelitz, Königin von Preußen, benannt.
Luisenthaler Straße; Stadtteile Prester und Kreuzhorst; PLZ 39114
Diese Straße führt von Prester in Richtung der zu Pechau gehörenden Ansiedlung Luisenthal und erhielt so ihre Bezeichnung.
Lukas-Cranach-Straße; Stadtteil Sudenburg; PLZ 39112
Heute: Lucas-Cranach-Straße
Die Schreibweise der Straße wurde verändert. (Siehe unter Lucas-Cranach-Straße.)
Lumumbastraße; Stadtteil Neustädter See; PLZ 39126
Benannt nach dem afrikanischen Freiheitskämpfer und ersten Ministerpräsidenten der heutigen Demokratischen Republik Kongo Patrice E. Lumumba.
Lüneburger Straße; Stadtteil Alte Neustadt; PLZ 39106
Benannt nach der südöstlich von Hamburg in Niedersachsen gelegenen Stadt Lüneburg.
Institutionen, Bauwerke, Denkmäler:
- Haus Nr. 4, AOK, Verwaltungsgebäude der Allgemeinen Ortskrankenkasse, erbaut 1926/1927 von Carl Krayl und Maximilian Worm.

Lunochodstraße; Stadtteil Reform; PLZ 39118
Diese Straße wurde nach dem sowjetischen Mondmobil Lunochod benannt. Wie mehrere Straßen der Nachbarschaft wurde auch sie während der DDR nach dem sowjetischen Raumfahrtprogramm benannt.
Lutherstraße; Stadtteil Sudenburg; PLZ 39112
Die Straße erhielt 1902 den Namen des Reformators Martin Luther. In diesem Stadtgebiet wurden mehrere Straßen nach Begriffen und Personen der Reformation (Worms, Melanchthon, Amsdorf) benannt.

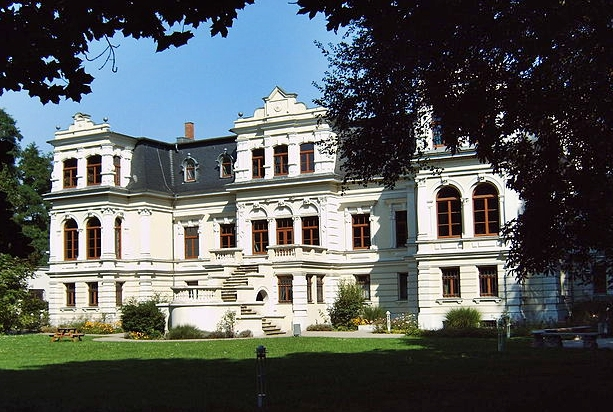
Villa Böckelmann

Lüttgen-Ottersleben; Stadtteil Ottersleben; PLZ 39116
Vormals: Franz-Seldte-Straße
Diese Straße befindet sich im heute zu Ottersleben gehörenden Ortsteil Klein Ottersleben (Lüttgen-Ottersleben).
Institutionen, Bauwerke, Denkmäler:
- Haus Nr. 8, ehemalige Brennerei, erbaut 1861.
- Haus Nr. 19, Villa Böckelmann, schlossähnliche hochherrschaftliche Villa des Wilhelm August Böckelmann, erbaut 1892.
- Haus Nr. 41, Sankt-Johann-der-Täufer-Kirche, evangelische Kirche, erbaut im 13. Jahrhundert.

Bekannte Personen, die hier lebten:
- Erich Brose, Heimatforscher, lebte zumindest um 1939 im Haus Nr. 18 der damaligen Franz-Seldte Straße.

Lüttgen-Salbker Weg; Stadtteil Salbke; PLZ 39122
Die Straße führt von Salbke zum Salbker Ortsteil Lüttgen-Salbke und erhielt daher ihre Bezeichnung.
Lützowstraße; Stadtteil Stadtfeld Ost; PLZ 39108
Heute: Winckelmannstraße
Die Benennung der Straße erinnerte an den preußischen General Ludwig Adolf Wilhelm von Lützow, der als Freiherr von Lützow durch das von ihm geführte Freikorps bekannt wurde.
Luxemburgstraße; Stadtteil Cracau; PLZ 39114
Vormals: Immelmannstraße
Benannt nach der sozialdemokratischen Politikerin Rosa Luxemburg.